# Großer Sulzberg
Der Große Sulzberg ist mit 1400 m ü. A. der höchste Berg der Türnitzer Alpen in Niederösterreich. 

## Lage und Landschaft
Der Sulzberg befindet sich nördlich des Hubertussees sowie knapp 4 Kilometer südlich des Annabergs. Während seine Nordflanke im Gebiet der Gemeinde Annaberg liegt, gehört seine Südflanke zum großen Gebiet der fast 14 Kilometer weiter östlich gelegenen Marktgemeinde Sankt Aegyd am Neuwalde. Die Gemeindegrenze folgt dem in West-Ost-Richtung verlaufenden Kamm des Großen Sulzberges. 
Der teilweise baumfreie Kamm bietet eine umfassende Rundsicht, die vom Schneeberg über den Göller bis ins Gesäuse reicht.

## Anstiege
Der Große Sulzberg liegt abseits größerer Siedlungen und Verkehrswegen, und es führt kein markierter Weg auf seinen Gipfel. Daher wird er nur recht selten besucht und bekam sogar bereits die Bezeichnung „verstecktes Bergziel für Pfad-Finder“.
Am einfachsten ist der Große Sulzberg über Forststraßen und unmarkierte Jagdsteige in etwa 2 Stunden vom Fadental im Süden zu erreichen. Die Anstiege vom Sattel Am Säbel im Westen sowie von Ulreichsberg im Osten verlaufen länger über Jagdsteige oder nur schwach erkennbare Pfade und erfordern mehr Orientierungssinn. 
Im Winter ist der Berg wegen der vergleichsweise geringen Lawinengefahr (Anstieg größtenteils im Wald) ein beliebtes Ziel für Schitouren und Schneeschuhwanderungen. Auch dafür ist das Fadental der günstigste Ausgangspunkt.